# Ruta 102 (Uruguay)
La Ruta Nacional N.º 102 es una de las carreteras nacionales de Uruguay, su trazado se extiende por los departamentos de Montevideo y Canelones.
En 2010 fue designada con el nombre Anillo Perimetral Wilson Ferreira Aldunate por Ley 18.689, en honor al político uruguayo.
Esta carretera vincula las rutas 5, 6, 7, 8, 101 e Interbalnearia, conectando los ejes viales de la zona este y oeste del departamento de Montevideo. Esto permite una mejor fluidez del tránsito en los accesos a la ciudad y  también evitar la circulación de vehículos pesados por el área central de la ciudad.
Se la conoce también como Anillo Colector Vial Perimetral de Montevideo (ACVP)

## Trazado
En esta carretera se distinguen dos tramos. El primero de ellos va desde la ruta 101 en la zona de Colonia Nicolich (departamento de Canelones) hasta la ruta 8 en el departamento de Montevideo a la altura de Zonamerica.
El siguiente tramo comienza unos 400 metros más al sur en la misma Ruta N.º 8 y bordea la zona norte de la ciudad de Montevideo hasta la Ruta 5 en la zona de Melilla.

## Obras

### Tramo Ruta 8 - Ruta 101
En 2008 se inauguraron las obras que incluían la construcción de 7 kilómetros de doble vía, su iluminación y semáforos correspondientes al tramo comprendido entre las rutas 101 y 8.

### Tramo Ruta 8 - Ruta 5
El tramo comprendido entre las rutas 8 y 5 fue  construido totalmente a nuevo comenzando las obras en febrero de 2008 y finalizando 20 meses después. La obra comprende casi 20 kilómetros de doble vía nueva. Alrededor de 75% del trazado se desarrolla por caminos ya existentes. La obra tiene dos tramos: el primero es de 11,5 kilómetros y tiene dos puentes sobre los arroyos Miguelete y Mendoza. El segundo, de 7,5 kilómetros, con un puente sobre el arroyo Manga y un intercambiador a desnivel en la ruta 8.
La traza de la  nueva carretera se emplazó mayoritariamente sobre caminos ya existentes. Dicho emplazamiento fue el siguiente: empalme ruta 5 con prolongación de Camino Aviadores Civiles, Camino Aviadores Civiles hasta camino de las Tropas, camino de las Tropas hasta camino Varzi, camino Varzi hasta camino Coronel Raíz, unión camino Varzi con camino Antares, camino Antares hasta unión con camino Fénix, camino Fénix hasta su empalme con camino al Paso del Andaluz, unión de camino al Paso del Andaluz con ruta 8.

### Futuro tramo Ruta 5 - Ruta 1
Está previsto continuar el Anillo Perimetral hasta enlazar con la Ruta 1.